# Ol Kalou
Ol Kalou è una città del Kenya, capoluogo della contea di Nyandarua.